# Jan Lieder
Jan Lieder (* 31. Januar 1979 in Sonneberg) ist ein deutscher Rechtswissenschaftler, Richter und Hochschullehrer.

## Leben
Lieder absolvierte 1997 am I. Staatlichen Gymnasium Sonneberg das Abitur. Es folgte zunächst der Grundwehrdienst in Heidenheim am Hahnenkamm, dann von 1998 bis 2003 das Studium der Rechtswissenschaft an der Friedrich-Schiller-Universität Jena. Von 1999 bis 2003 war er studentische Hilfskraft am Lehrstuhl von Olaf Werner und nach dem Ersten Juristischen Staatsexamen 2003 bis 2013 wissenschaftlicher Mitarbeiter am Lehrstuhl von Walter Bayer. 2004/2005 absolvierte er einen Praktikumsaufenthalt im New Yorker Büro der Kanzlei Linklaters LLP. Seine Promotion zum Dr. iur. erfolgte 2006 in Jena mit der Dissertation Der Aufsichtsrat im Wandel der Zeit. Nach dem Referendariat bestand er 2008 das Zweite Juristische Staatsexamen und 2009 den LL.M. an der Harvard Law School. 2010 wurde er Attorney-at-Law in New York und 2013 habilitierte er sich an der Friedrich-Schiller-Universität Jena mit der Schrift Die rechtsgeschäftliche Sukzession. Er erhielt die Venia legendi für Bürgerliches Recht, Deutsches und Europäisches Wirtschaftsrecht, Zivilprozessrecht, Europäisches und Internationales Privatrecht, Rechtsökonomik und Rechtsvergleichung.
Lieder übernahm 2013/2014 die Lehrstuhlvertretung für Bürgerliches Recht, Handels- und Wirtschaftsrecht an der Goethe-Universität Frankfurt am Main. 2013 erhielt er sowohl einen Ruf auf eine Universitätsprofessur für Handels- und Gesellschaftsrecht an die Technische Universität Dortmund als auch an die Christian-Albrechts-Universität zu Kiel. Dort war er von 2014 bis 2016 Inhaber der W3-Professur für Bürgerliches Recht, Deutsches und Europäisches Wirtschaftsrecht, Zivilprozessrecht, Europäisches und Internationales Privatrecht, Rechtsökonomik und Rechtsvergleichung sowie Direktor des Instituts für Wirtschafts- und Steuerrecht sowie Direktor des Juristischen Seminars. Seit 2015 ist er außerdem Richter am Schleswig-Holsteinischen Oberlandesgericht.
Lieder folgte 2016 einem Ruf auf die W3-Professur für Bürgerliches Recht, Handels- und Wirtschaftsrecht an die Albert-Ludwigs-Universität Freiburg. Dort ist er Direktor der Abteilung Wirtschaftsrecht des Instituts für Wirtschaftsrecht, Arbeits- und Sozialrecht und seit 2018 Studiendekan der Rechtswissenschaftlichen Fakultät der Albert-Ludwigs-Universität Freiburg.
Lieder war 2012 Gastdozent an der Deutschen Rechtsschule in Warschau, ist seit 2013 Gastdozent an der LUISS Guido Carli in Rom sowie an der Ivane Javakhishvili Tbilisi State University in Tiflis. Seit 2018 ist er zudem Dozent an der Verwaltungs- und Wirtschafts-Akademie für den Regierungsbezirk Freiburg e.V.

## Auszeichnungen (Auswahl)
Lieder erhielt 2004 den Examenspreis der Rechtswissenschaftlichen Fakultät der Friedrich-Schiller-Universität Jena. Seine Dissertation wurde 2006 durch den Verein zur Förderung des Wirtschaftsrechts an der Friedrich-Schiller-Universität Jena e.V. sowie durch den Thüringer Arbeitskreis für Unternehmens- und Insolvenzrecht e.V. und 2007 mit dem CMS-Hasche-Sigle-Preis ausgezeichnet. 2008 erhielt er die Examensauszeichnung durch den Thüringer Justizminister. Seine Habilitationsschrift wurde 2013 durch die Esche Schümann Commichau Stiftung und 2015 durch den Helmut-Schippel-Preis der Deutschen Notarrechtlichen Vereinigung e.V. ausgezeichnet, deren Ehrenmitglied er seit 2008 ist.

## Publikationen (Auswahl)
- Der Aufsichtsrat im Wandel der Zeit: Leitlinien der geschichtlichen Entwicklung sowie der Fortentwicklung des deutschen Aufsichtsratssystems, JWV, Jena 2006, ISBN 978-3-86653-021-8.
- mit Walter Bayer: Examens-Repetitorium Handels- und Gesellschaftsrecht, C.F. Müller, Heidelberg 2015, ISBN 978-3-8114-9401-5.
- Die rechtsgeschäftliche Sukzession: eine methodenpluralistische Grundlagenuntersuchung zum deutschen Zivilrecht und Zivilprozessrecht sowie zum Internationalen und Europäischen Privatrecht, Mohr Siebeck, Tübingen 2015, ISBN 978-3-16-152911-5.
- Hrsg. u. a.: Münchener Handbuch des Gesellschaftsrechts. Band 8: Umwandlungsrecht, Gesellschaftsrecht, Insolvenzrecht, Steuerrecht, Bilanzrecht, Arbeitsrecht, Kartellrecht, Öffentliches Recht, 5. Auflage, C.H. Beck, München 2018, ISBN 978-3-406-69389-2.